# جوائز اللعبة 2017
جوائز اللعبة 2017 (بالإنجليزية: The Game Awards 2017) كانت حفل توزيع جوائز قام بتكريم أفضل ألعاب الفيديو سنة 2017، وأُقيم في مسرح مايكروسوفت بمدينة لوس أنجلوس في 7 ديسمبر 2017. قام باستضافة الحدث جيف كيلي، وكان معروضًا بالبث المباشر حول العالم عبر عدة منصات، بعدد مشاهدات يصل إلى 11.5 مليون إجمالاً. فازت لعبة أسطورة زيلدا: نسيم البراري بثلاث جوائز، منها لعبة العام وأفضل إخراج. و‌لعبتان مستقلتان قد فازتا بثلاث جوائز أيضًا، هما رأس الكأس و‌نصل الجحيم: تضحية سنوا.

## التقديم
كما هو المعتاد في حفلات جوائز اللعبة السابقة، استضاف الصحفي الكندي المختص بشئون الألعاب جيف كيلي العرض، والذي أُقيم في مسرح مايكروسوفت بمدينة لوس أنجلوس في 7 ديسمبر 2017 وكان معروضًا بالبث المباشر عبر 16 منصة محتوى حول العالم. أُضيف نظام تصويت علني متكامل على بحث جوجل و‌تويتر؛ وكان للعرض غطاء تفاعلي على تويتش سمحت للمشاهدين بالتنبؤ بالفائزين قبل إعلانهم، لأول استخدام من نوعه على المنصة. قامت منصات بث محددة أيضًا بتحفيز المشاهدين لرؤية تقديم الجوائز عبر خدمتها المحددة بإدخال هؤلاء المشاهدين للسحب على ألعاب مجانية.
قبل الحفل بشهر، بدأ فيسبوك بتقديم سلسلة وثائقية خلف الكواليس من 5 أجزاء عليه عبر خدمة شاهد، تُعرف باسم «الطريق إلى جوائز اللعبة» (بالإنجليزية: The Road to The Game Awards). أثناء الحدث، أٌعلن عن تخفيضات على بعض الألعاب المرشحة عبر منصات توزيع ألعاب عديدة، مثل شبكة البلاي ستيشن و‌ستيم. بجانب وثائقي قصير عُرض في الحفل، ومُنحت جائزة رمز الصناعة إلى كارول شو، وكانت أول مصممة ألعاب فيديو امرأة في الصناعة.

## البث والمشاهدة
تضمن الحفل عروضًا موسيقية من فرقة البوب الفرنسية فينكس و‌أوركسترا جائزة اللعبة، وهي مجموعة مختلطة تتكون من أوركسترا وموسيقيين ضيوف آخرين، مثل عازف الإيتار سينيستر غيتس من فرقة أفنجد سفن فولد وعازفة التشيلو تينا قو، والتي عزفت الموسيقى لعدد من الألعاب المرشحة. حضر الحفل أيضًا العديد من الضيف سواء كانوا مُقدمِين أو معلقين، مثل هيديو كوجيما مبتكر سلسلة المعدات الصلبة و‌إد بون مبتكر سلسلة القتال المميت ورئيس نينتندو أمريكا ريجي فيس-إميه والمخرج السينمائي جييرمو ديل تورو والمنتجين التلفازيين جستن رويلاند و‌كونان أوبراين والممثلين نورمان ريديس و‌أندي سركيس و‌فيليشيا داي و‌عايشة تايلور و‌زكاري ليفي.
صرح كيلي أنه حوالي 11.5 مليون مشاهد للحفل، مما يعني أنه 3 أمثال المشاهدات من حفل جوائز اللعبة 2016 الذي بلغ عدد مشاهداته 3.8 مليون. اعتقد كيلي أن جزءًا من هذا النمو هو نهجهم لتحويل الحفل إلى ألعاب بتوقعات الفائز التفاعلية على بث تويتش وستيم، والذي ساعد أيضًا على زيادة متوسط المدة التي يشاهدها الناس، من 25 دقيقة في 2016 إلى 70 دقيقة في 2017. أضاف كيلي أن المشاهدات الأكثر بسبب جودة الألعاب التي أُصدرت في 2017 والترشيحات، وكذلك التوقعات لإعلانات الألعاب والإعلانات الجديدة، ومع ذلك فإنه يريد أن يتفادى في الحفلات المستقبلية أن تصبح مثل معرض الترفيه الإلكتروني.
إحدى لقطات الحفل البارزة، والتي لاحظها مخرجين عدة، كان كلامًا صاخبًا قاله مخرج الألعاب جوزيف فارس أثناء مقابلته مع كيلي على المسرح لمناقشة لعبته، مخرج. بدأ فارس - الذي كان لديه تاريخ سابق في صناعة السينما قبل البدء في تطوير ألعاب الفيديو - الكلام بقوله «تبًا لجوائز الأوسكار»، قبل الحديث عن أن احتفال جوائز اللعبة قد ساعد في إبراز المطورين والشخصيات التي تتحمس لأجل عملها. وقد تحدث قليلاً أيضًا عن الموقف الحديث آنذاك بشأن صناديق الغنيمة و‌التحويلات المصغرة المرتبطة بلعبة إلكترونيك آرتس جبهة حرب النجوم 2؛ لأن شركة إلكترونيك آرتس هي أيضًا الناشر للعبته مخرج، صرح فارس أنه «من اللطيف أن تكره إي إيه»، وأن «كل الناشرين يفسدون الأمور أحيانًا، كما تعلم؟»، في حين تعبيره عن الامتنان لدعمهم لعبته. قال فارس في مقابلة لاحقة أنه كان «متحمسًا في تلك اللحظة»، ولكنه لا زال يعتقد في النقاط العامة التي كان يحاول توضيحها؛ خصوصًا أن فارس قد عبر عن أن الوسط الفني ألعاب الفيديو لا يزال في نظر معظم الأوساط الأخرى في مرحلة الطفولة وأن جوائز اللعبة كان تعامل الصناعة بالاحترام المستحق.

### إعلانات الألعاب
بالإضافة إلى الجوائز والعروض الأخرى، تضمن الحفل إعلانات وتقديمات لألعاب مستقبلية ومحتوى للألعاب الحالية. بالإضافة إلى ذلك، عُرض مقطع قصير للعبة من تطوير فروم سوفتوير، والتي كُشف عنها لاحقًا أنها الذئب ذو الذراع الواحد: الأشباح تموت مرتين. تضمن الحفل أيضًا إعلانين لفيلمين، جومانجي: مرحبًا بكم في الأدغال و‌شكل الماء. تضمنت قائمة الألعاب المعروضة:
| - محاسبة+ - نسختا بايونيتا و‌بايونيتا 2 لنينتندو سويتش - بايونيتا 3 - الموت المحاصر - أحلام - التلاشي للصمت - فورتنايت - جي تي إف أو - في وادي الآلهة - أسطورة زيلدا: نسيم البراري (محتوى تحميلي) | - مترو: الخروج - ساحات معارك اللاعبين المجهولين - بحر اللصوص - عيار الروح 6 - محاكي العطلة - مخرج - نار الساحرة - حرب الزومبي العالمية |

## الجوائز
أُعلن عن الترشيحات في 14 نوفمبر 2017. لأجل أن تكون الألعاب مؤهلة، يجب أن يكون تاريخ إصدارها أو تاريخ المنفذ المبكر قبل 27 نوفمبر 2017 أو في نفس اليوم. قائمة الترشيحات قام باختيارها لجنة مكونة من 51 شخصًا من صناعة ألعاب الفيديو، باختيار أعلى 5 ألعاب (أو 6 في حالة التعادلات) في كل فئة على أنها مرشحة. التصويت العلني للجوائز قد أُجري من 14 نوفمبر وحتى 6 ديسمبر. تُحسب نتيجة التصويت العام بنحو 10% لاختيار الألعاب الفائزة في جوائز لجنة التحكيم، في حين أنها الاعتبار الوحيد في جوائز اختيار المعجبين. في نهاية الاقتراع، قال كيلي أن معظم الفئات قد حظيت بأكثر من 5 ملايين صوت لكل منها، وكان هناك أكثر من 8 ملايين مصوت إجمالاً.
حدث تغييران كبيران في هيكل الجوائز لحفل 2017. أولهما، فئة «أفضل لعبة محمولة» قد انقسمت إلى فئتين مختلفتين وهما «أفضل لعبة محمول» و«أفضل لعبة محمولة» حيث أن الأولى للهاتف المحمول بأنظمته أما الثانية فهي لألعاب المنصات المحمولة، مما يعكس الاختلافات في تطوير هذين الفئتين وتسويقهما. ثانيهما، ظهرت فئة جديدة تسمى «أفضل لعبة مستمرة» وتُقدم للألعاب المستمرة في تقديم محتوى جديد في شكل خدمات. جائزة جديدة أخرى تسمى جائزة لعبة الطلاب، والغرض منها إبراز الألعاب التي يطورها التلاميذ في برامج تعليمية عليا، وتختارها لجنة مكونة من 5 رواد في الصناعة: تود هوارد و‌هيديو كوجيما و‌إلكا بانانن و‌كيم سويفت و‌فينس زامبلا.
أُعلن عن جميع الجوائز باستثناء أفضل لعبة جماعية أثناء تقديم 7 نوفمبر. ذكر كيلي أن هذا كان سهوًا لتغيير في اللحظة الأخيرة في محتوى الإعلانات للعبة ساحات معارك اللاعبين المجهولين (والتي قد فازت بالجائزة)، وأكد الفائز في اليوم التالي. الألعاب الفائزة مذكورة أولاً وبالخط العريض.

### جوائز لجنة التحكيم
| لعبة العام | أفضل إخراج لعبة |
| --- | --- |
| - أسطورة زيلدا: نسيم البراري – نينتندو - أفق الفجر صفر – غيريلا غيمز - الشخصية 5 – أتلس - ساحات معارك اللاعبين المجهولين – مؤسسة ببجي - ملحمة ماريو الخارق – نينتندو | - أسطورة زيلدا: نسيم البراري – إخراج هايدمارو فوجيباياشي - أفق الفجر صفر – إخراج ماتيس دي يونغ - الشر المقيم 7: الخطر الحيوي – إخراج كوشي ناكانيشي - ملحمة ماريو الخارق – إخراج كنتا موتوكورا - ولفينشتاين 2: العملاق الجديد – إخراج ينس ماثتيس |
| أفضل سرد | أفضل فن إخراجي |
| - ما تبقى من إديث فنش – كتابة إيان دالاس - نصل الجحيم: تضحية سنوا – كتابة تميم أنطونيادس وإليزابيث أشمان-رو - أفق الفجر صفر – كتابة جون غونزاليس - نير: الآلي – كتابة يوكو تارو وهانا كيكوتشي ويوشيهو أكاباني - ولفينشتاين 2: العملاق الجديد – كتابة ينس ماثتيس وتومي توردسون بيورك                          | - رأس الكأس – إستديو إم دي إتش آر - المصير 2 – بنجي - أفق الفجر صفر – غيريلا غيمز - الشخصية 5 – أتلس - أسطورة زيلدا: نسيم البراري – نينتندو |
| أفضل موسيقى ومقطوعات موسيقية | أفضل تصميم صوتي |
| - نير: الآلي – تلحين كيشي أوكابي وكيغو هواشي - رأس الكأس – تلحين كريستوفر ماديغان - المصير 2 – تلحين مايكل سالفاتوري وسكاي لوين وبول جونسون - الشخصية 5 – تلحين شوجي ميغورو - ملحمة ماريو الخارق – تلحين ناوتو كوبو وشيهو فوجي و‌كوجي كوندو - أسطورة زيلدا: نسيم البراري – تلحين ماناكا كاتوكا وياسواكي إواتا | - نصل الجحيم: تضحية سنوا – نينجا ثيوري - المصير 2 – بنجي - الشر المقيم 7: الخطر الحيوي – كابكوم - ملحمة ماريو الخارق – نينتندو - أسطورة زيلدا: نسيم البراري – نينتندو |
| أفضل أداء تمثيلي | ألعاب مؤثرة |
| - ميلينا يورغنز بدور سنوا – نصل الجحيم: تضحية سنوا - أشلي بورتش بدور ألوي – أفق الفجر صفر - براين بلوم بدور ويليام بلازكوفيتش – ولفينشتاين 2: العملاق الجديد - كلوديا بلاك بدور كلو فريزر – المجهول: الإرث المفقود - لورا بايلي بدور نادين روس – المجهول: الإرث المفقود                                      | - نصل الجحيم: تضحية سنوا – نينجا ثيوري - ادفني يا حبيبي – ذا بيكسل هانت - الحياة غريبة: قبل العاصفة – ديك ناين - ليلة في الغابة – إنفينيت فول - من فضلك دق على بابي – ليفول غيمز إيه بي - ما تبقى من إديث فنش – جاينت سبارو |
| أفضل لعبة مستمرة | أفضل لعبة مستقلة |
| - أوفرواتش – بليزارد إنترتينمنت - المصير 2 – بنجي - سرقة السيارات الكبرى على الإنترنت – روكستار غيمز - ساحات معارك اللاعبين المجهولين – مؤسسة ببجي - توم كلانسي حصار قوس قزح ستة – يوبي سوفت مونتريال - إطار الحرب – ديجيتال إكستريمز                                                                        | - رأس الكأس – إستديو إم دي إتش آر - نصل الجحيم: تضحية سنوا – نينجا ثيوري - ليلة في الغابة – إنفينيت فول - محرقة الجثث – سوبرجاينت غيمز - ما تبقى من إديث فنش – جاينت سبارو |
| أفضل لعبة محمول (هاتف) | أفضل لعبة محمولة (منصة) |
| - وادي النصب التذكاري 2 – آستو غيمز - أبطال شعار النار – إنتيليجنت سيستمز - الناس الخفية – أدريان دي يونغ وسيلفين تخروخ - رحلة الرجل العجوز – بروكن رولز - سوبر ماريو رن – نينتندو | - مترويد: عودة ساموس – مركوري ستيم و‌نينتندو - إيفر أويسيس – غريزو - أصداء شعار النار: ملك بطل آخر – إنتيليجنت سيستمز - قصص صائد الوحوش – مارفيلوس إنترتنمنت - عالم بوتشي ويوشي الصوفي – غود فيل |
| أفضل لعبة واقع افتراضي | أفضل لعبة أكشن |
| - الشر المقيم 7: الخطر الحيوي – كابكوم - النقطة البعيدة – إمبالس غير - صدى وحيد – ريدي آت داون - الرحلة النجمية: طاقم الجسر – ريد ستورم إنترتنمنت - سوبر هت – سوبرهت تيم | - ولفينشتاين 2: العملاق الجديد – ماشين غيمز - رأس الكأس – إستديو إم دي إتش آر - المصير 2 – بنجي - ملك الخير – تيم نينجا - فريسة – أركين ستوديوز |
| أفضل لعبة أكشن مغامرات | أفضل لعبة تقمص أدوار |
| - أسطورة زيلدا: نسيم البراري – نينتندو - عقيدة الاغتيالي: الأصول – يوبي سوفت مونتريال - أفق الفجر صفر – غيريلا غيمز - ملحمة ماريو الخارق – نينتندو - المجهول: الإرث المفقود – نوتي دوغ | - الشخصية 5 – أتلس - اللاهوت: الخطيئة الأصلية 2 – لاريان ستوديوز - الخيال النهائي 15 – سكوير إنكس - نير: الآلي – بلاتينيوم غيمز - الحديقة الجنوبية: المكسور لكن الجامع – يوبي سوفت سان فرانسيسكو |
| أفضل لعبة قتال | أفضل لعبة عائلية |
| - الظلم 2 – نيثرريلم ستوديوز - أذرع – نينتندو - مارفل ضد كابكوم: اللانهاية – كابكوم - نيدهوغ 2 – مسهوف غيمز - تيكن 7 – بانداي نامكو إنترتينمنت | - ملحمة ماريو الخارق – نينتندو - ماريو كارت 8 النسخة الممتازة – نينتندو و‌بانداي نامكو إنترتينمنت - معركة ماريو + مملكة الرابيد – يوبي سوفت - سونيك مينيا – كريستيان وايتهيد وباغوداوست غيمز وهيدكانون - سبلاتون 2 – نينتندو |
| أفضل لعبة إستراتيجية | أفضل لعبة رياضية وسباقات |
| - معركة ماريو + مملكة الرابيد – يوبي سوفت - حروب الهالة 2 – ذا كريتيف أسمبلي و‌343 إندستريز - الحرب الشاملة: مطرقة الحرب 2 – ذا كريتيف أسمبلي - السن والذيل – بوكتواتش غيمز - إكس كوم 2: حرب المختار – فيراكسيس غيمز                                                                                          | - فورزا موتورسبورت 7 – تيرن 10 ستوديوز - فيفا 18 – إي أيه فانكوفر - غران توريزمو سبورت – بوليفني ديجيتال - إن بي إيه 2كيه18 – فيجوال كونسبتس - كرة قدم المحترفين المتطورة 2018 – كونامي - سيارات المشروع 2 – إستديوهات سلايتلي ماد |
| أفضل لعبة جماعية | جائزة لعبة الطلاب |
| - ساحات معارك اللاعبين المجهولين – مؤسسة ببجي - نداء الواجب: الحرب العالمية الثانية – سلجهمر غيمز - المصير 2 – بنجي - فورتنايت – إيبك غيمز - ماريو كارت 8 النسخة الممتازة – نينتندو - سبلاتون 2 – نينتندو | - المستوى التربيعي – كيب برينان وستيفن سكوليو ودين بيري سفيندسن، من جامعة سوينبرن التقنية - السماء الساقطة – جوناثان نيلسن ونيكولاي سافوف ومحسن شاه، من مدرسة الأفلام والتلفاز الوطنية - من الضوء – أليخاندرو غروسمان وستيفن لي وشريفين أودوانا، من جامعة كاليفورنيا الجنوبية - مجوف – إرين ماريك وجيريك فلوريس وشارلي شوكارد، من جامعة سنترال فلوريدا - اندفاع – هوغو فرجر وريمي برتراند وماكسيم لوبينسكي، من معهد الإنترنت والإعلام - معنى – حريز يت، من معهد ديجي بن للتقنية بسنغافورة |
| أفضل لعبة مستقلة أولى | |
| - رأس الكأس – إستديو إم دي إتش آر - قصة الغولف – سايدبار غيمز - فارس أجوف – تيم تشيري - مستر شيفتي – تيم شيفتي - عامل الوحل – مونومي بارك | |

### جوائز اختيار المعجبين
| أكثر لعبة منتظرة | اللاعب الشائع |
| --- | --- |
| - آخرنا: الجزء الثاني – نوتي دوغ - إله الحرب – إس سي إي سانتا مونيكا ستوديو - مارفل الرجل العنكبوت – إنسومنياك غيمز - صائد الوحوش: العالم – كابكوم - خلاص الموت الأحمر 2 – روكستار غيمز | - غاي بياهام "الدكتور دسريسبكت" - أندريا رينيه - كلينت ليكسا "هافكوردينيتد" - مايكل جرزيسيك "شراود" - ستيفن سبون |
| أفضل لعبة رياضة إلكترونية | أفضل لاعب رياضة إلكترونية |
| - أوفرواتش – بليزارد إنترتينمنت - الهجوم المضاد: العدوان العالمي – فالف - دفاع القدماء 2 – فالف - عصبة الأساطير – ريوت غيمز - دوري الصواريخ – سايونيكس                                  | - لي سانغ هيوك "فيكر" (إس كيه تيليكوم تي 1، عصبة الأساطير) - مارسيلو ديفيد "كولدزيرا" (إس كيه غيمنغ، الهجوم المضاد: العدوان العالمي) - نيكولا كوفاتش "نيكو" (فيز كلان، الهجوم المضاد: العدوان العالمي) - جي هونغ ريو "ريوجيهونغ" (سول دينيتسي، دوري أوفرواتش) - كورش صالحي تخاسمي "كوروكي" (تيم ليكويد، دفاع القدماء 2) |
| أفضل فريق رياضة إلكترونية | جائزة لعبة المعجبين الصينية |
| - كلاود 9 - فيز كلان - لوناتيك هاي - إس كيه تيليكوم تي 1 - تيم ليكويد | - جي إكس 3 إتش دي – مؤسسة كينغسوفت - شرف الملوك – إستديوهات تيمي - آيسي – فانتابليد نتورك - كرات العلكة والأبراج المحصنة – كيوسي بلاي ليميتد - وادي النصب التذكاري 2 – آستو غيمز |

### جوائز شرفية
| جائزة رمز الصناعة |
| ----------------- |
| - كارول شو        |

## ألعاب لها عدة جوائز وترشيحات
| الترشيحات | اللعبة                         |
| --------- | ------------------------------ |
| 6         | المصير 2                       |
| 6         | أفق الفجر صفر                  |
| 6         | أسطورة زيلدا: نسيم البراري     |
| 6         | ملحمة ماريو الخارق             |
| 5         | رأس الكأس                      |
| 5         | نصل الجحيم: تضحية سنوا         |
| 4         | الشخصية 5                      |
| 4         | ولفينشتاين 2: العملاق الجديد   |
| 3         | نير: الآلي                     |
| 3         | ساحات معارك اللاعبين المجهولين |
| 3         | الشر المقيم 7: الخطر الحيوي    |
| 3         | المجهول: الإرث المفقود         |
| 3         | ما تبقى من إديث فنش            |
| 2         | معركة ماريو + مملكة الرابيد    |
| 2         | ماريو كارت 8 النسخة الممتازة   |
| 2         | ليلة في الغابة                 |
| 2         | أوفرواتش                       |
| 2         | سبلاتون 2                      |

| الجوائز | اللعبة                     |
| ------- | -------------------------- |
| 3       | رأس الكأس                  |
| 3       | نصل الجحيم: تضحية سنوا     |
| 3       | أسطورة زيلدا: نسيم البراري |
| 2       | أوفرواتش                   |

## وصلات خارجية
- الموقع الرسمي